# Liste der Länder nach Jahr der Einführung des Fernsehens

Weltkarte, eingefärbt nach dem Jahrzehnt der Gründung des ersten regulären Fernsehsenders
1930 bis 1939
1940 bis 1949
1950 bis 1959
1960 bis 1969
1970 bis 1979
1980 bis 1989
1990 bis 1999
Nach 2000
Kein regulärer Fernsehsender
Keine Daten

Das Jahr der Einführung des Fernsehens lässt sich nicht für jedes Land exakt festlegen. Grundlage dieser Liste ist das Jahr der Gründung des ersten regulären, nicht-experimentellen Fernsehsenders. Für die Interpretation der Liste sind daher folgende Hinweise zu beachten:
- Eine unregelmäßige oder regelmäßige experimentelle Ausstrahlung von Fernsehprogrammen begann häufig bereits lange vor der Gründung des ersten regulären Senders. Sofern Daten dazu vorhanden sind, wird dies in der Tabelle vermerkt.
- In einigen Ländern kann aber auch der reguläre Sendebetrieb in den Anfangsjahren als eher experimentell bezeichnet werden. Sofern Daten dazu vorhanden sind, wird dies in der Tabelle vermerkt.
- In vielen Kleinstaaten wurde oft erst spät ein eigener Fernsehsender gegründet, dort konnte aber zumeist bereits seit Jahrzehnten das Fernsehprogramm größerer Nachbarstaaten empfangen werden.
- Regulärer Sendestart sollte nicht dahin interpretiert werden, dass ab diesem Zeitpunkt landesweit ein tägliches Fernsehprogramm ausgestrahlt wurde. In einigen Ländern beschränkte sich das Fernsehprogramm in den Anfangsjahren auf wenige Stunden pro Woche, das nur in der Hauptstadt und ihrem unmittelbaren Umland auf wenigen hundert Empfängern zu sehen war. In manchen Kleinstaaten ist dies bis heute so üblich.

| Land                                    | Jahr | Bemerkungen |
| --------------------------------------- | --- | --- |
| Afghanistan                             | 1978 | im Machtbereich der Taliban verboten, in der von der Vereinigten Front kontrollierten Gebieten lief der Sendebetrieb unregelmäßig weiter. |
| Ägypten                                 | 1960 | |
| Albanien                                | 1960 | |
| Algerien                                | 1956 | |
| Andorra                                 | 1995 | |
| Angola                                  | 1976 | |
| Antigua und Barbuda                     | 1962 | |
| Äquatorialguinea                        | 1968 | |
| Argentinien                             | 1951 | |
| Armenien                                | 1956 | |
| Aserbaidschan                           | 1956 | |
| Äthiopien                               | 1964 | |
| Australien                              | 1956 | Testbetrieb ab 1934 |
| Bahamas                                 | 1977 | |
| Bahrain                                 | 1973 | regelmäßig ab 1975 |
| Bangladesch                             | 1964 | |
| Barbados                                | 1964 | |
| Belgien                                 | 1953 | |
| Belize                                  | 1981 | 1981 wurde in Belize City ein privates Kabelnetz in Betrieb genommen, das importierte Videofilme zeigte. Seit 1982 wurden dazu eigene Nachrichtensendungen und lokale Werbung eingespeist. Terrestrisches Fernsehen gibt es bis heute nicht, jedoch sind mexikanische und US-Satellitenprogramme empfangbar. |
| Benin                                   | 1972 | Regelmäßiger Sendebetrieb ab 1978 |
| Bhutan                                  | 1999 | |
| Bolivien                                | 1969 | |
| Bosnien und Herzegowina                 | 1969 | |
| Botswana                                | 2000 | ausländische Fernsehprogramme wurden ab 1988 von einem privaten Fernsehsender ausgestrahlt. |
| Brasilien                               | 1950 | |
| Brunei                                  | 1975 | |
| Bulgarien                               | 1959 | |
| Burkina Faso                            | 1963 | |
| Burundi                                 | 1985 | |
| Chile                                   | 1957 | |
| Taiwan                                  | 1962 | |
| Volksrepublik China                     | 1958 | |
| Cookinseln                              | 1989 | |
| Costa Rica                              | 1960 | |
| Dänemark                                | 1951 | ab 1954 täglich |
| Freie Stadt Danzig                      | 1937 | Wurde von deutschem Personal und nur etwa zwei Wochen lang betrieben (bzw. es fehlen Informationen über weitere Vorführungen). |
| Deutsches Reich                         | 1935 | Testbetrieb ab 1929, der Fernsehsender Paul Nipkow gilt als weltweit erster regulärer Fernsehsender; 1944 kriegsbedingt eingestellt. |
| BR Deutschland                          | 1952 | Testbetrieb ab 1950 |
| Deutsche Demokratische Republik         | 1952 | Testbetrieb ab 1951 |
| Dominica                                | kein eigener Fernsehsender, ausländische Programme können seit 1982 über Kabel empfangen werden. | kein eigener Fernsehsender, ausländische Programme können seit 1982 über Kabel empfangen werden. |
| Dominikanische Republik                 | 1952 | |
| Dschibuti                               | 1986 | Ausstrahlung französischen Fernsehprogramms ab 1967 |
| Ecuador                                 | 1959 | |
| El Salvador                             | 1964 | |
| Elfenbeinküste                          | 1963 | |
| Eritrea                                 | 1992 | |
| Estland                                 | 1955 | |
| Fidschi                                 | 1994 | ab 1991 betrieb das neuseeländische Fernsehen einen Sender auf der Inselgruppe. |
| Finnland                                | 1957 | |
| Frankreich                              | 1939 | Testbetrieb ab 1931, 1940 kriegsbedingt eingestellt, als „Fernsehsender Paris“ 1943 Wiederinbetriebnahme durch deutsche Besatzungsmacht, ab 1944 wieder unter französischer Kontrolle. Teilweise wird auch 1935 als „offizieller Sendebeginn“ genannt. |
| Gabun                                   | 1963 | |
| Gambia                                  | 1995 | |
| Georgien                                | 1956 | |
| Ghana                                   | 1965 | |
| Grenada                                 | 1980 | |
| Griechenland                            | 1966 | Testbetrieb ab 1961 |
| Guatemala                               | 1956 | |
| Guinea                                  | 1977 | |
| Guinea-Bissau                           | 1997 | Testbetrieb ab 1989 |
| Guyana                                  | 1993 | |
| Haiti                                   | 1959 | |
| Honduras                                | 1959 | |
| Indien                                  | 1959 | Testbetrieb ab 1958, Sendebetrieb in den Anfangsjahren sehr sporadisch; nur in Delhi, ab 1965 täglich, ab 1975 in sieben Großstädten, ab 1982 landesweit. |
| Indonesien                              | 1962 | |
| Irak                                    | 1956 | |
| Iran                                    | 1959 | |
| Irland                                  | 1961 | nordirisches Fernsehen war ab 1955 in Teilen des Landes zu empfangen. |
| Island                                  | 1966 | |
| Israel                                  | 1968 | wird zumeist als Jahr des regulären Sendebeginns angegeben, obwohl bereits ab 1966 Bildungsfernsehen ausgestrahlt wurde. |
| Italien                                 | 1954 | |
| Jamaika                                 | 1959 | |
| Japan                                   | 1953 | Testbetrieb ab 1939, kriegsbedingt 1940 eingestellt, erneuter Testbetrieb ab 1948 |
| Nordjemen                               | 1975 | |
| Südjemen                                | 1964 | |
| Jordanien                               | 1968 | |
| Jugoslawien                             | kein landesweit einheitliches Fernsehen; in den Teilrepubliken wurden zwischen 1956 und 1975 TV-Sender gegründet. | kein landesweit einheitliches Fernsehen; in den Teilrepubliken wurden zwischen 1956 und 1975 TV-Sender gegründet. |
| Kambodscha                              | 1966 | 1975 kriegsbedingt eingestellt, Wiederaufnahme 1979 |
| Kamerun                                 | 1985 | |
| Kanada                                  | 1953 | |
| Kap Verde                               | 1984 | |
| Kasachstan                              | 1958 | nach anderen Angaben 1959 |
| Katar                                   | 1970 | regelmäßig ab 1975 |
| Kenia                                   | 1962 | |
| Kirgisistan                             | 1958 | |
| Kiribati                                | 2004 | nicht oder kaum aktiv |
| Kolumbien                               | 1954 | |
| Komoren                                 | 2004 | |
| Demokratische Republik Kongo            | 1966 | |
| Republik Kongo                          | 1962 | |
| Nordkorea                               | 1963 | Testbetrieb ab 1961 |
| Südkorea                                | 1961 | |
| Kosovo                                  | 1975 | |
| Kroatien                                | 1956 | |
| Kuba                                    | 1950 | |
| Kuwait                                  | 1957 | privater Sender; wurde 1961 verstaatlicht. |
| Laos                                    | 1983 | |
| Lesotho                                 | 1988 | |
| Lettland                                | 1954 | |
| Libanon                                 | 1959 | |
| Liberia                                 | 1964 | |
| Libyen                                  | 1957 | |
| Liechtenstein                           | 1992 | |
| Litauen                                 | 1957 | |
| Luxemburg                               | 1955 | |
| Madagaskar                              | 1967 | |
| Malawi                                  | 1999 | Präsident Hastings Banda (1964–1994) verbot Fernsehen im Land. |
| Malaysia                                | 1963 | |
| Malediven                               | 1978 | |
| Mali                                    | 1983 | |
| Malta                                   | 1961 | |
| Marokko                                 | 1962 | |
| Marshallinseln                          | 1976 | |
| Mauretanien                             | 1983 | |
| Mauritius                               | 1965 | Testbetrieb ab 1964 |
| Nordmazedonien                          | 1964 | |
| Mexiko                                  | 1950 | Testbetrieb ab 1946 |
| Föderierte Staaten von Mikronesien      | Chuuk 1975, Yap 1979, Pohnpei 1984, Kosrae nach 1993 | Chuuk 1975, Yap 1979, Pohnpei 1984, Kosrae nach 1993 |
| Moldau                                  | 1958 | |
| Monaco                                  | 1954 | |
| Mongolei                                | 1967 | |
| Montenegro                              | 1971 | |
| Mosambik                                | 1981 | |
| Myanmar                                 | 1981 | |
| Namibia                                 | 1981 | |
| Nauru                                   | 1991 | |
| Nepal                                   | 1985 | |
| Neuseeland                              | 1960 | Testbetrieb ab 1951 |
| Nicaragua                               | 1955 | |
| Niederlande                             | 1951 | |
| Niger                                   | 1964 | Bildungsfernsehen; Vollprogramm ab 1978 |
| Nigeria                                 | Westnigeria 1959, Ostnigeria 1960, Nordnigeria 1962 | Westnigeria 1959, Ostnigeria 1960, Nordnigeria 1962 |
| Niue                                    | 1986 | |
| Türkische Republik Nordzypern           | 1976 | |
| Norwegen                                | 1960 | Testbetrieb ab 1954 |
| Oman                                    | 1974 | |
| Österreich                              | 1958 | Testbetrieb ab 1955 |
| Osttimor                                | 2000 | |
| Pakistan                                | 1964 | |
| Palästina                               | 1994 | |
| Palau                                   | 1974 | |
| Panama                                  | 1962 | |
| Papua-Neuguinea                         | 1987 | |
| Paraguay                                | 1965 | |
| Peru                                    | 1958 | |
| Philippinen                             | 1953 | |
| Polen                                   | 1952 | Testbetrieb ab 1937, 1939 kriegsbedingt eingestellt. |
| Portugal                                | 1956 | |
| Föderation von Rhodesien und Njassaland | 1960 | 1960 in Südrhodesien, 1961 in Nordrhodesien, nicht in Njassaland |
| Ruanda                                  | 1992 | |
| Rumänien                                | 1956 | |
| Russland                                | in der RSFSR bestand, im Gegensatz zu den anderen Republiken der UdSSR, kein eigener lokaler Fernsehsender; ein solcher wurde erst 1991 gegründet, bis dahin konnten nur das seit 1938 bestehende gesamtstaatliche Fernsehen und lokale Sender empfangen werden. | in der RSFSR bestand, im Gegensatz zu den anderen Republiken der UdSSR, kein eigener lokaler Fernsehsender; ein solcher wurde erst 1991 gegründet, bis dahin konnten nur das seit 1938 bestehende gesamtstaatliche Fernsehen und lokale Sender empfangen werden. |
| Salomonen                               | 1992 | |
| Sambia                                  | 1965 | ab 1961 Fernsehen der Föderation von Rhodesien und Njassaland |
| Samoa                                   | 1993 | |
| San Marino                              | 1994 | Testbetrieb ab 1993 |
| São Tomé und Príncipe                   | 1972 | |
| Saudi-Arabien                           | 1965 | |
| Schweden                                | 1956 | |
| Schweiz                                 | 1953 | |
| Senegal                                 | 1965 | |
| Serbien                                 | 1958 | |
| Seychellen                              | 1983 | |
| Sierra Leone                            | 1963 | |
| Simbabwe                                | 1964 | ab 1960 Fernsehen der Föderation von Rhodesien und Njassaland |
| Singapur                                | 1963 | |
| Slowakei                                | 1970 | |
| Slowenien                               | 1958 | |
| Somalia                                 | 1983 | |
| Sowjetunion                             | 1938 | Testbetrieb ab 1931, kriegsbedingt eingestellt, Wiederaufnahme 1945/1947 |
| Spanien                                 | 1956 | Testbetrieb ab 1948 |
| Sri Lanka                               | 1982 | |
| St. Kitts und Nevis                     | 1972 | |
| St. Lucia                               | 1967 | |
| St. Vincent und die Grenadinen          | 1980 | |
| Südafrika                               | 1976 | |
| Sudan                                   | 1962 | |
| Südsudan                                | 2010 | Ab 1975 begann der sudanesische Fernsehen zusätzliche Sendeanlagen außerhalb der Hauptstadt aufzubauen, die Gründung eines eigenen südsudanesischen Fernsehsenders fand aber erst im Rahmen des Unabhängigkeitsprozesses statt. |
| Suriname                                | 1965 | |
| Eswatini                                | 1978 | |
| Syrien                                  | 1960 | |
| Tadschikistan                           | 1959 | |
| Tansania                                | 1973 | |
| Thailand                                | 1958 | |
| Togo                                    | 1973 | |
| Tonga                                   | 2000 | Planungen ab 1984, ab 1991 wurden US-amerikanische Fernsehprogramme von einem privaten Sender ausgestrahlt. |
| Trinidad und Tobago                     | 1962 | |
| Tschad                                  | 1989 | |
| Tschechien                              | 1970 | |
| Tschechoslowakei                        | 1954 | |
| Tunesien                                | 1966 | ab 1972 landesweit |
| Türkei                                  | 1968 | |
| Turkmenistan                            | 1959 | |
| Tuvalu                                  | 1996 | |
| Uganda                                  | 1962 | |
| Ukraine                                 | 1956 | Testbetrieb 1939, erneut ab 1951 |
| Ungarn                                  | 1957 | |
| Uruguay                                 | 1956 | |
| Usbekistan                              | 1956 | |
| Vanuatu                                 | 1992 | |
| Vatikanstadt                            | 1983 | |
| Venezuela                               | 1964 | |
| Vereinigte Arabische Emirate            | Abu Dhabi 1969, Dubai 1974, Schardscha 1989 | Abu Dhabi 1969, Dubai 1974, Schardscha 1989 |
| Vereinigte Staaten                      | Die Größe des Landes und die damit verbundene Vielzahl an frühen Fernsehsendern machen es schwierig, den Beginn des Fernsehens in den USA eindeutig festzulegen. 1928 und damit früher als in allen anderen Ländern fand der erste Testbetrieb statt. 1938 wurde in New York und Los Angeles erstmals ein reguläres Fernsehprogramm ausgestrahlt. Alle Fernsehsender, die noch nicht die 1941 beschlossene NTSC-Norm mit 441 Zeilen verwendeten, gelten jedoch als experimentell, weil die zuvor ausgestellten Sendelizenzen keinen kommerziellen Betrieb erlaubten. | Die Größe des Landes und die damit verbundene Vielzahl an frühen Fernsehsendern machen es schwierig, den Beginn des Fernsehens in den USA eindeutig festzulegen. 1928 und damit früher als in allen anderen Ländern fand der erste Testbetrieb statt. 1938 wurde in New York und Los Angeles erstmals ein reguläres Fernsehprogramm ausgestrahlt. Alle Fernsehsender, die noch nicht die 1941 beschlossene NTSC-Norm mit 441 Zeilen verwendeten, gelten jedoch als experimentell, weil die zuvor ausgestellten Sendelizenzen keinen kommerziellen Betrieb erlaubten. |
| Vereinigtes Königreich                  | 1936 | Testbetrieb ab 1929, 1939 kriegsbedingt eingestellt, Wiederaufnahme 1946. |
| Nordvietnam                             | 1970 | |
| Südvietnam                              | 1966 | |
| Belarus                                 | 1956 | |
| Zentralafrikanische Republik            | 1974 | nach anderen Angaben 1983 |
| Zypern                                  | 1957 | |